# Sengierit
Sengierit ist ein sehr selten vorkommendes Mineral aus der Mineralklasse der „Oxide und Hydroxide“ (ehemals Phosphate, Arsenate und Vanadate). Es kristallisiert im monoklinen Kristallsystem mit der chemischen Zusammensetzung Cu2(OH)2[UO2|VO4]2·6H2O und ist damit chemisch gesehen ein basisches, wasserhaltiges Kupfer-Uranyl-Vanadat, das einer speziellen Gruppe der Oxide bzw. Hydroxide, den sogenannten Polyvanadaten (V[5,6]-Vanadate) angehört. Strukturell zählt Sengierit zu den Uranyl-Gruppenvanadaten (Sorovanadaten).
Das Mineral entwickelt tafelige Kristalle mit sechsseitigem Umriss bis etwa zwei Millimeter Durchmesser, die meist zu schuppigen Mineral-Aggregaten und krustigen Überzügen verbunden sind. Die durchsichtigen Kristalle sind von gelblichgrüner bis olivgrüner Farbe bei hellgrüner Strichfarbe und weisen auf den Oberflächen einen glas- bis diamantähnlichen Glanz auf.

## Etymologie und Geschichte
Erstmals entdeckt wurde Sengierit im Kupfer-Cobalt-Uran-Tagebau Luiswishi etwa 20 km nördlich von Lubumbashi in der Provinz Katanga der Demokratischen Republik Kongo und beschrieben 1949 durch Johannes F. Vaes, Paul F. Kerr, die das Mineral nach dem früheren Direktor der Union Mine von Katanga Edgar Sengier (1879–1963) benannten.
C. O. Hutton von der Stanford-Universität in Kalifornien untersuchte 1957 Mineralproben aus der Cole-Mine, Bisbee, Arizona (USA). Das Material stammte vom ehemaligen Direktor der Mine, William P. Crawford welches dieser bereits im Jahr 1935 fand.
Das Typmineral wird an der Harvard University in Cambridge, Massachusetts in den USA (Katalog-Nr. 103963) aufbewahrt.

## Klassifikation
In der veralteten 8. Auflage der Mineralsystematik nach Strunz gehörte der Sengierit noch zur Mineralklasse der „Phosphate, Arsenate und Vanadate“ und dort zur Abteilung der „Wasserhaltigen Phosphate, Arsenate und Vanadate mit fremden Anionen“, wo er zusammen mit Carnotit, Francevillit, Metatyuyamunit, Tyuyamunit und Vanuralit sowie dem 1968 diskreditierten Vanuranylit die „Carnotit-Tujamunit-Gruppe“ mit der System-Nr. VII/D.23 bildete.
Im zuletzt im Jahr 2018 überarbeiteten und aktualisierten Lapis-Mineralienverzeichnis nach Stefan Weiß, das sich aus Rücksicht auf private Sammler und institutionelle Sammlungen noch nach dieser alten Form der Systematik von Karl Hugo Strunz richtet, erhielt das Mineral die System- und Mineral-Nr. VII/E.11-30. In der „Lapis-Systematik“ entspricht dies der Klasse der Abteilung „Uranyl-Phosphate/Arsenate und Uranyl-Vanadate mit [UO2]2+-[PO4][AsO4]3− und [UO2]2+[V2O8]6−, mit isotypen Vanadaten (Sincosit-R.)“, wo Sengierit zusammen mit Carnotit, Curienit, Finchit, Francevillit, Margaritasit, Metatyuyamunit, Metavanuralit, Strelkinit, Tyuyamunit , Vanuralit und Vanuranylit eine eigenständige, aber unbenannte Gruppe bildet.
Die seit 2001 gültige und von der International Mineralogical Association (IMA) bis 2009 aktualisierte 9. Auflage der Strunzschen Mineralsystematik ordnet den Sengierit dagegen in die Klasse der „Oxide und Hydroxide“ und dort in die Abteilung der „V[5,6]-Vanadate“ ein. Diese ist weiter unterteilt nach der Kristallstruktur, so dass das Mineral entsprechend seinem Aufbau in der Unterabteilung „Uranyl-Gruppenvanadate (Sorovanadate)“ zu finden ist, wo es als einziges Mitglied die unbenannte Gruppe 4.HB.10 bildet.
Die vorwiegend im englischen Sprachraum gebräuchliche Systematik der Minerale nach Dana ordnet den Sengierit wie die veraltete Strunz’sche Systematik in die Klasse der „Phosphate, Arsenate und Vanadate“ ein, dort jedoch in die Abteilung der „Wasserhaltige Phosphate etc., mit Hydroxyl oder Halogen“. Hier ist er als einziges Mitglied in der unbenannten Gruppe 42.06.10 innerhalb der Unterabteilung „Wasserhaltige Phosphate etc.“, mit Hydroxyl oder Halogen mit (AB)2(XO4)Zq × x(H2O) zu finden.

## Kristallstruktur
Sengierit kristallisiert in der monoklinen Raumgruppe P21/a (Raumgruppen-Nr. 14, Stellung 3) mit den Gitterparametern a = 10,60 Å; b = 8,09 Å , c = 10,09 Å und β = 103,4° sowie zwei Formeleinheiten pro Elementarzelle.
Sengierit besteht aus Schichten von kantenverknüpften pentagonal-bipyramidalen Uranyl- und quadratisch-pyramidalen Vanadat-Polyedern. Die Schichten werden sowohl durch Wasserstoffbrückenbindungen wie auch durch die Koordination der Sauerstoffatome der Vanadat-Polyeder durch Cu2+-Ionen verknüpft.
| Kristallstruktur von Sengierit |
| --- |
| - in Richtung der kristallographischen a-Achse - in Richtung der kristallographischen b-Achse - in Richtung der kristallographischen c-Achse |
| Farblegende: 0 _ U 0 _ O 0 _ V 0 _ Cu 0 _ H2O 0 (Kupfer-Polyeder aus Gründen der Übersichtlichkeit entfernt)                                 |

## Eigenschaften
Durch seinen Urangehalt von bis zu 47,36 % ist das Mineral sehr stark radioaktiv. Unter Berücksichtigung der natürlichen Zerfallsreihen bzw. vorhandener Zerfallsprodukte wird die spezifische Aktivität mit 84,78 kBq/g angegeben (zum Vergleich: natürliches Kalium 0,0312 kBq/g). Der zitierte Wert kann je nach Mineralgehalt und Zusammensetzung der Stufen deutlich abweichen, auch sind selektive An- oder Abreicherungen der radioaktiven Zerfallsprodukte möglich und ändern die Aktivität.

## Bildung und Fundorte

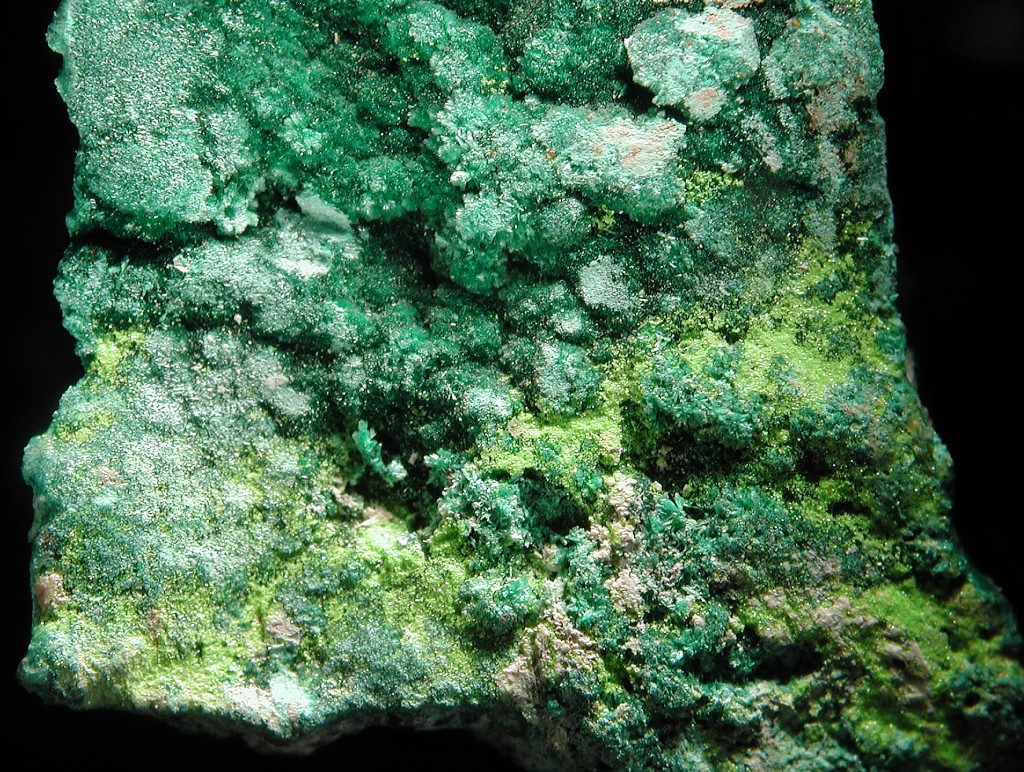
Sengierit (hellgrün) und Malachit (dunkelgrün) aus der Cole-Mine, Bisbee, Arizona, USA (Probenbreite 11 mm)

Sengierit bildet sich sekundär in kupferhaltigen Uran-Lagerstätten durch Abscheidung hydrothermaler Lösungen, die den primär vorhandenen Uraninit umwandeln. Er tritt dort vorwiegend in Paragenese mit Chalkosin, Chlorargyrit, Chrysokoll, verschiedenen Cobaltoxiden, Covellin, Malachit, Tyuyamunit, Vandenbrandeit und Volborthit auf.
Als sehr seltene Mineralbildung konnte Sengierit bisher (Stand 2014) nur in wenigen Proben aus bisher 15 dokumentierten Fundorten (Stand 2022) gefunden werden. Neben seiner Typlokalität Luiswishi-Mine bei Lubumbashi trat das Mineral in der Demokratischen Republik Kongo noch in der Musonoi Mine bei Kolwezi und der Shinkolobwe Mine (Kasolo-Mine) in Katanga zutage.
Weitere bisher bekannte Fundorte sind die Huemul Min in der Pampa Amarilla im argentinischen Departamento Malargüe, die Grube Clara bei Oberwolfach im deutschen Bundesland Baden-Württemberg, Rabejac im französischen Département Hérault, Amelal in Marokko, die Eureka-Mine (Gemeinde Torre de Cabdella) in der spanischen Provinz Lleida, Růžodol (deutsch Rosenthal) in der tschechischen Region Böhmen und die Cole-Mine bei Bisbee im US-Bundesstaat Arizona.

## Vorsichtsmaßnahmen
Aufgrund der Toxizität und der starken Radioaktivität des Minerals sollten Mineralproben vom Sengierit nur in staub- und strahlungsdichten Behältern, vor allem aber niemals in Wohn-, Schlaf- und Arbeitsräumen aufbewahrt werden. Ebenso sollte eine Aufnahme in den Körper (Inkorporation, Ingestion) auf jeden Fall verhindert und zur Sicherheit direkter Körperkontakt vermieden sowie beim Umgang mit dem Mineral Atemschutzmaske und Handschuhe getragen werden.